# Kurów (Wiązów)
Kurów (deutsch Klein Kauern, 1934–1945 Kauern) ist ein Dorf in Niederschlesien. Der Ort liegt in der Landgemeinde Wiązów im Powiat Strzeliński in der polnischen Woiwodschaft Niederschlesien.

## Geographie

### Geographische Lage
Das Angerdorf Kurów liegt fünf Kilometer nordöstlich vom Gemeindesitz Wiązów (Wansen), ca. 16 nordwestlich von der Kreisstadt Strzelin (Strehlen) und rund 38 Kilometer südöstlich der Woiwodschaftshauptstadt Breslau. Der Ort liegt in der Nizina Śląska (Schlesische Tiefebene) innerhalb der Równina Wrocławska (Breslauer Ebene).
Östlich des Dorfes verläuft die Autostrada A4.

### Nachbarorte
Nachbarorte von Kurów sind im Nordwesten Goszczyna (Gusten), im Südwesten Witowice (Weigwitz) und im Westen Jędrzychowice (Höckricht).

## Geschichte
Der Ort wurde 1294 erstmals als Curow erwähnt. Eine weitere Erwähnung erfolgte 1375 als Kowrow.
Nach dem Ersten Schlesischen Krieg 1742 fiel Klein Kauern zusammen mit dem größten Teil Schlesiens an Preußen. 1783 zählte der Ort ein herrschaftliches Vorwerk, eine Mühle, fünf Bauern- und 27 andere Stellen sowie 254 Einwohner.
Nach der Neugliederung Preußens gehörte die Landgemeinde Klein Kauern ab 1815 zur Provinz Schlesien und war ab 1816 dem Landkreis Ohlau eingegliedert. 1874 wurde der Amtsbezirk Kauern gegründet, welcher die Landgemeinden Bischwitz b. Wansen, Gaulau, Höckricht, Kauern, Krausenau und Weigwitz und die Gutsbezirke Bischwitz b. Wansen, Gaulau, Höckricht, Kauern, Krausenau und Weigwitz umfasste. 1885 zählte der Ort 183 Einwohner.
1933 zählte Klein Kauern 301 Einwohner. Am 8. Mai 1934 wurde der Ort in Kauern umbenannt. 1939 zählte Kauern wiederum 330 Einwohner. Bis 1945 befand sich der Ort im Landkreis Ohlau.
Als Folge des Zweiten Weltkriegs fiel Kauern wie fast ganz Schlesien 1945 an Polen, wurde in Kurów umbenannt und der Woiwodschaft Breslau angegliedert. Die deutsche Bevölkerung wurde, soweit sie nicht vorher geflohen war, weitgehend vertrieben. Die neu angesiedelten Bewohner waren zum Teil Heimatvertriebene aus Ostpolen. 1999 kam der Ort zum Powiat Strzeliński in der Woiwodschaft Niederschlesien.

## Sehenswürdigkeiten
- Historische Vorwerksgebäude
- Steinerne Wegekapelle mit Marienstatue

## Vereine
- Fußballverein KS Kurów
- Freiwillige Feuerwehr OSP Kurów